# Sara Hockett
Sara Hockett es una deportista canadiense que compitió en judo. Ganó una medalla de oro en el Campeonato Panamericano de Judo de 1982, en la categoría abierta.

## Palmarés internacional
| Campeonato Panamericano | Campeonato Panamericano   | Campeonato Panamericano | Campeonato Panamericano |
| Año                     | Lugar                     | Medalla                 | Categoría               |
| ----------------------- | ------------------------- | ----------------------- | ----------------------- |
| 1982                    | Santiago de Chile (Chile) | Medalla de oro          | Abierta                 |